# Gamlas järnvägsstation

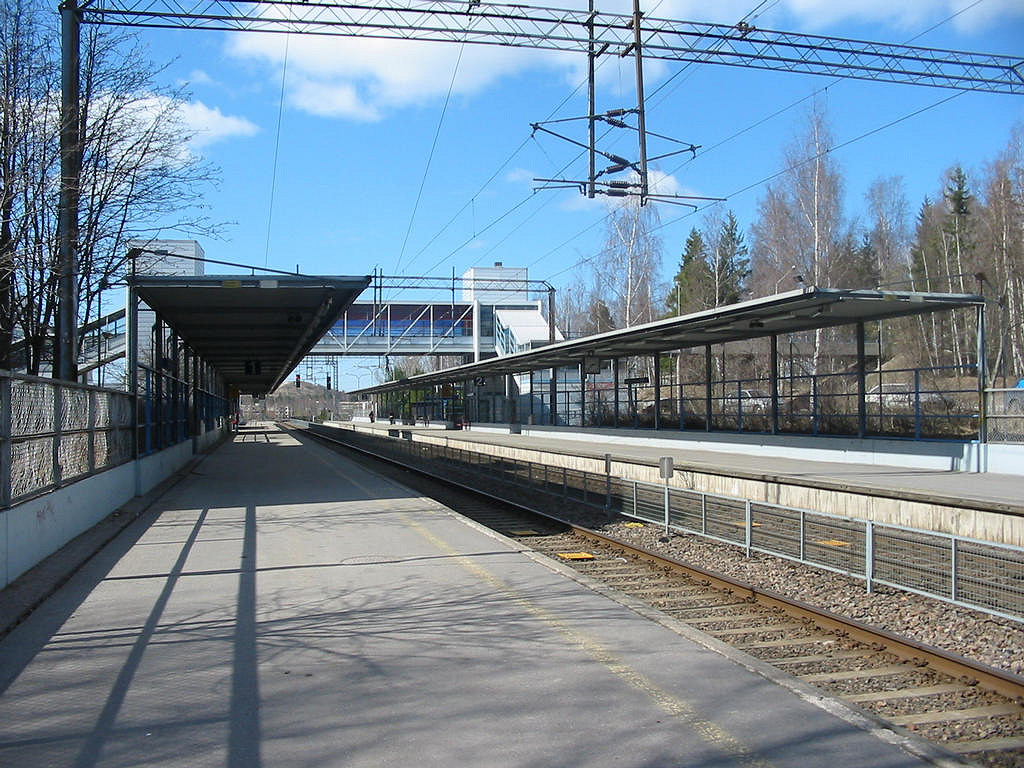
Gamlas järnvägsstation i Helsingfors.

Gamlas järnvägsstation (Kan, finska Kannelmäen rautatieasema) är en järnvägsstation på Vandaforsbanan i Helsingfors i stadsdelen Gamlas. Den öppnades 1975. Järnvägsstationen ligger mellan stationerna Norra Haga och Malmgård, cirka 9 kilometer nordnordväst om Helsingfors järnvägsstation. Vid stationen stannar huvudstadsregionens närtrafiks närtåg I och P.